# Galanthus cilicicus
Galanthus cilicicus är en amaryllisväxtart som beskrevs av John Gilbert Baker. Galanthus cilicicus ingår i släktet snödroppar, och familjen amaryllisväxter. Inga underarter finns listade i Catalogue of Life.